# Jason Richardson (koszykarz)

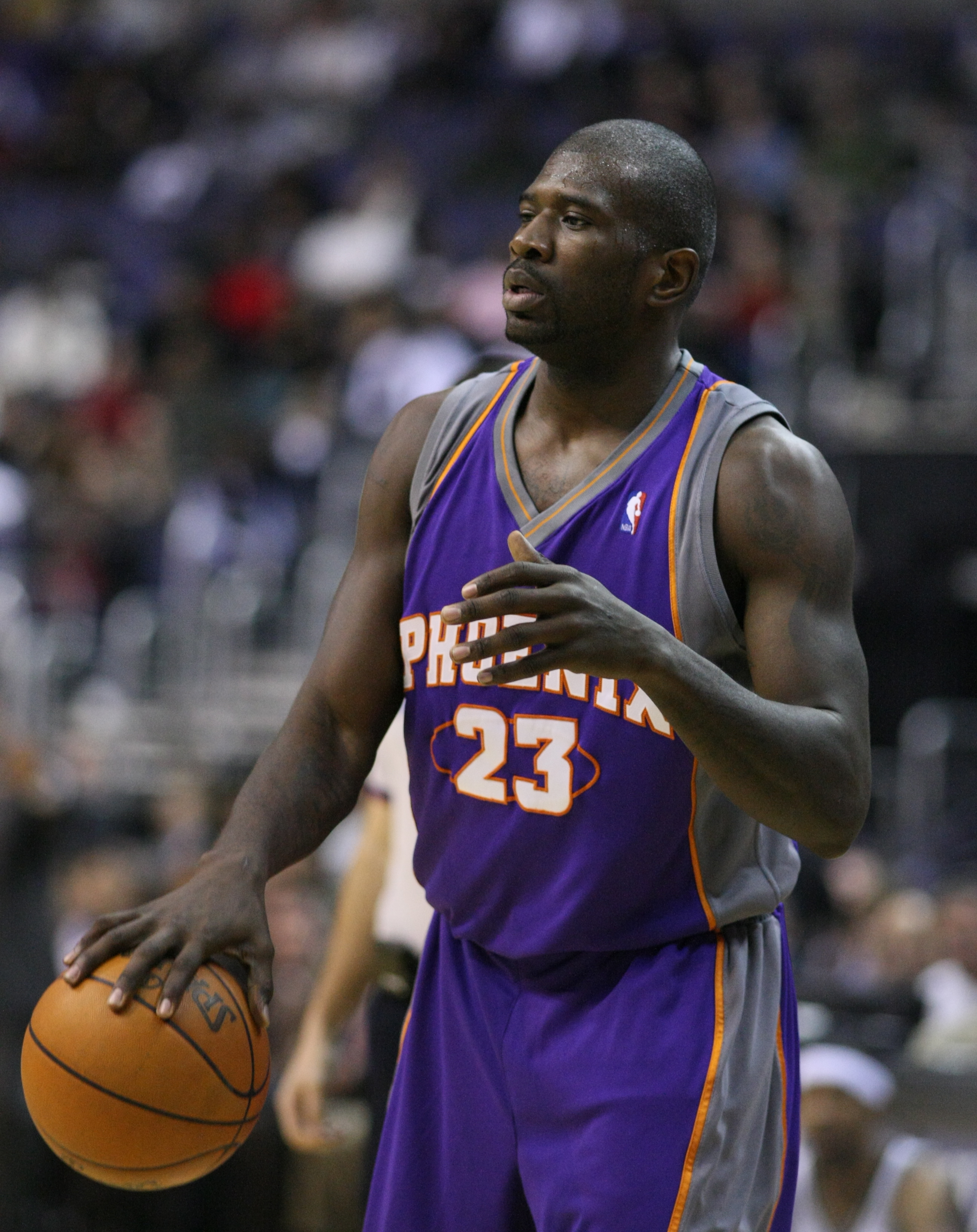
Richardson w Phoenix

Jason Anthoney Richardson (ur. 20 stycznia 1981 w Saginaw) – amerykański profesjonalny koszykarz, grający na pozycji rzucającego obrońcy w zespołach ligi NBA.
Absolwent uniwersytetu Michigan. Profesjonalną karierę rozpoczął w 2001, gdy został wybrany w drafcie 2001 przez Golden State Warriors, w którym pozostał do 2007. Następnie zawodnik Charlotte Bobcats. W latach 2008–2010 reprezentował barwy Phoenix Suns. W grudniu 2010 brał udział w wymianie, w ramach której trafił do Orlando Magic. W sezonie 2009/2010 jego zarobki wyniosły 13 333,333 $.
Richardson dwukrotnie zwyciężył konkurs wsadów.
W 1999 wystąpił w meczu gwiazd amerykańskich szkół średnich – McDonald’s All-American.

## Życiorys

### College
W latach 1999–2001 student uniwersytetu Michigan. W sezonie 2000/2001 drużyna Spartans z Mateenem Cleavesem, Charliem Bellem, Morrisem Petersonem i Dave’em Thomasem wygrała dywizją 1 NCAA.

### Golden State Warriors
Richardson, po karierze na uniwersytecie Michigan przeniósł się do NBA. Dołączył po drafcie 2001, w którym Warriors wybrali go z 5 numerem.
Richardson brał udział w Rookie Challenge 2002, jako debiutant i w 2003 jako drugoroczniak. W pierwszym roku debiutanci wygrali, a on był wybrany MVP Rookie Challengu. W drugim roku odbił piłkę od Carlosa Boozera i trzypunktowym rzutem zapewnił drużynie wygraną.
Przez okres kariery w GSW był ulubieńcem kibiców, gdyż często popisywał się wysokimi zdobyczami punktowymi, realizował efektowne wsady, a także poświęcał się dla drużyny. Przez długi czas pełnił funkcje kapitana Warriors, Richardson napisał także list do kibiców Warriors, w którym przepraszał, że w 12 sezonie z rzędu zespół nie zdołał znaleźć się w playoffach. List ukazał się w gazetach całego obszaru Bay Arena. W kolejnym sezonie Richardson pomógł zespołowi w dotarciu do playoffów, w których znaleźli się po 13 latach nieobecności. W pierwszej rundzie pokonali najlepszych w sezonie zasadniczym Mavericks, ale w drugiej rundzie ulegli Utah Jazz.
Mimo że odszedł z ekipy z Oakland, to Richardson pozostawał jednym z najbardziej popularnych zawodników wśród fanów Warriors, ze względu na jego dynamikę i zdolność do trafiania trzypunktowych rzutów, a także wytrwałość i wartości jakie mu towarzyszyły przez całą karierę. Richardson ustanowił rekordową serię Warriors pod względem rzutów trzypunktowych, we własnej hali w meczu przeciwko Phoenix Suns. Richardson jest szczególnie znany ze swojego wysokiego wyskoku i jest powszechnie uważany za jednego z najlepszych dunkerów obecnej NBA. Dwukrotnie wygrywał konkurs wsadów w latach 2002 i 2003, a w 2004 przegrał w finale z Fredem Jonesem

### Charlotte Bobcats
28 czerwca 2007, Richardson uczestniczył w wymianie, w ramach której trafił do Charlotte Bobcats, a do Warriors 36 numer draftu Jermareo Davidson i Brandan Wright. Richardson zaczął dłużej grać, po wyjazdowym meczu przeciwko Boston Celtics, w którym zdobył trzydzieści cztery punkty. To była dopiero czwarta porażka Celtics w sezonie i druga we własnej hali. Było to też drugie zwycięstwo Bobcats na wyjeździe, po którym zakończyli passę 11 przegranych wyjazdowych meczów. Poprowadził także zespół do serii pięciu zwycięstw z rzędu, w tym pokonując jego byłą drużynę Warriors, w tym meczu Richardson zdobył 42 punkty.
W sezonie 2007/08 nastąpiła zmiana Richardsona i Bobcats Udało mu się zostać zawodnikiem z największą skutecznością ligi rzutów za trzy punkty i uzyskać średnia punktową 21,8, tym samym był najlepszym strzelcem Bobcats.

### Phoenix Suns

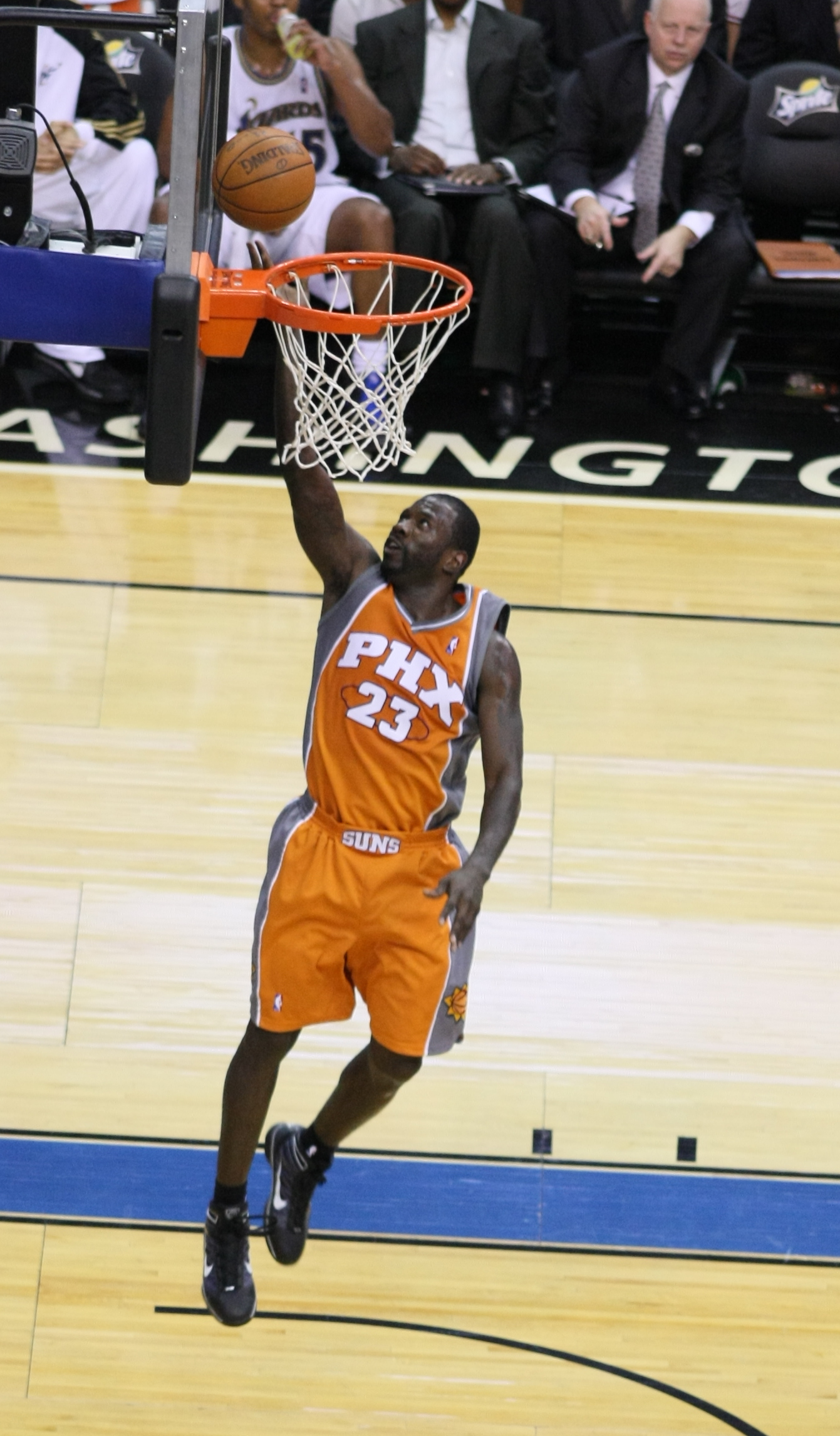
Richardson kończący alley oop

10 grudnia 2008, Richardson wraz Jaredem Dudleyem trafił do Phoenix Suns, a do Bobcats Boris Diaw, Raja Bell i Sean Singlentary. Suns szukali dobrego strzelca, by odciążyć lidera zespołu Steve Nasha.
W swoim pierwszym meczu, jako Sun, Richardson zdobył 21 punktów, popisując się widowiskową akcją z Leanrdo Barbosą, wykonali alley oop, który przyniósł im wielkie brawa. W jego pierwszym sezonie Phoenix nie awansowali do playoffów, po raz pierwszy od 2003.
Jednak w drugim sezonie, pomógł drużynie w dotarciu do playoffów, gdzie wyróżniał się dobrą grą zarówno w defensywie, jak i ofensywie. W pierwszej rundzie playoffów 2010, Richardson poprowadził Suns do zwycięstwa nad Portland Trail Blazers. W trzecim meczu playoffów zdobył 42 punkty, pobijając tym samym swój rekord kariery pod względem zdobytych punktów. W następnej rundzie Richardson pomógł Suns w zwycięskiej serii przeciwko San Antonio Spurs, po czym awansowali do finału konferencji zachodniej, w którym przegrali z Los Angeles Lakers.

### Orlando Magic
18 grudnia 2010, Richardson brał udział w wymianie, w ramach której wraz z Hedo Türkoğlu i Earlem Clarkiem trafił do Orlando Magic w zamian za Vince Cartera, Marcina Gortata, Mickaël Piétrus, pierwszą rundę draftu 2011 i 3 miliony dolarów.

### Philadelphia 76ers
10 sierpnia 2012 roku wymieniony do Philadelphii 76ers.

### Zakończenie kariery
18 sierpnia 2015 roku podpisał umowę z klubem Atlanty Hawks. Jednak 23 września 2015 ogłosił zakończenie kariery sportowej.

## Życie prywatne
Od czasu wymiany do Phoenix Suns, Richardson był zaangażowany w dwóch sprawach sądowych, dotyczących sytuacji z policją Arizony: w dniu 21 grudnia 2008, był przyłapany na prowadzeniu pojazdu pod wpływem alkoholu przez Salt River Pima-Maricopa Indian Community Police. Postępowanie sądowe w sprawie tego incydentu jest obecnie w toku.
Richardson został zatrzymany i na krótko aresztowany 15 lutego 2009 w Scottsdale, Arizona po tym, jak policja zaobserwowała duże przekroczenie prędkości. Według doniesień policji, Richardson jechał z prędkością 90 mil na godzinę, podczas gdy ograniczenie wynosiło 35. Po zatrzymaniu okazało się, że gwiazda Słońc miała na tylnym siedzeniu 3 letniego syna, bez zabezpieczeń. Richardson został zaaresztowany przez Scottsdale Police za nadmierne przekraczanie prędkości i zagrożenie życia dziecka.
Po ostatnim incydencie wynagrodzenie Richardsona zostało zawieszone, z powodu postępowania na szkodę zespołu Suns. Trybunał ustanowił zawieszenie, bez podania daty wznowienia, tych opłat.
Następnie w dniu 28 sierpnia 2009, NBA zawiesiła Richardsona w dwóch pierwszych meczach sezonu 2009/10 z powodu jego aresztowania.
W 2002 wystąpił w filmie Magiczne buty.

## Osiągnięcia i nagrody
- Mistrz NBA Slam Dunk: 2002, 2003[2]
- Rookie Challenge MVP: 2002[8]
- NBA All-Rookie First Team: 2002[41]
- 1999 McDonald’s All-American[41]
- 1999 Mr. Basketball of Michigan[41]

## Wymiany
- 27 czerwca 2001, wybrany w drafcie 2001 przez Golden State Warriors[42].
- 28 czerwca 2008, wymieniony przez Golden State Warriors do Charlotte Bobcats, za 36 numer draftu Jermareo Davidsona i Brandana Wrighta[43].
- 10 grudnia 2008, wymieniony z Jaredem Dudleyem i drugą rundą draftu przez Charlotte Bobcats do Phoenix Suns, za Borisa Diaw, Raja Bella i Seana Singletary[44].
- 18 grudnia 2010, wymieniony z Hedo Türkoğlu i Earlem Clarkiem przez Phoenix Suns do Orlando Magic, za Marcina Gortata, Vince Cartera i Mickaëla Piétrusa[33].
- 10 sierpnia 2012 roku wymieniony do Philadelphia 76ers[34].

## Statystyki
Na podstawie Basketball-Reference.com (ang.)

### Sezon regularny
| Sezon   | Drużyna      | M   | S5  | MPG  | FG%   | 3P%   | FT%   | RPG | APG | SPG | BPG | PPG  |
| ------- | ------------ | --- | --- | ---- | ----- | ----- | ----- | --- | --- | --- | --- | ---- |
| 2001/02 | Golden State | 80  | 75  | 32,9 | 42,6% | 33,3% | 67,1% | 4,3 | 3,0 | 1,3 | 0,4 | 14,4 |
| 2002/03 | Golden State | 82  | 82  | 32,9 | 41,0% | 36,8% | 76,4% | 4,6 | 3,0 | 1,1 | 0,3 | 15,6 |
| 2003/04 | Golden State | 78  | 78  | 37,6 | 43,8% | 28,2% | 68,4% | 6,7 | 2,9 | 1,1 | 0,5 | 18,7 |
| 2004/05 | Golden State | 72  | 72  | 37,8 | 44,6% | 33,8% | 69,3% | 5,9 | 3,9 | 1,5 | 0,4 | 21,7 |
| 2005/06 | Golden State | 75  | 75  | 38,4 | 44,6% | 38,4% | 67,3% | 5,8 | 3,1 | 1,3 | 0,5 | 23,2 |
| 2006/07 | Golden State | 51  | 49  | 32,8 | 41,7% | 36,5% | 65,7% | 5,1 | 3,4 | 1,1 | 0,6 | 16,0 |
| 2007/08 | Charlotte    | 82  | 82  | 38,4 | 44,1% | 40,6% | 75,2% | 5,4 | 3,1 | 1,4 | 0,7 | 21,8 |
| 2008/09 | Charlotte    | 14  | 14  | 35,1 | 44,1% | 45,8% | 74,5% | 4,1 | 2,6 | 1,0 | 0,2 | 18,7 |
| 2008/09 | Phoenix      | 58  | 57  | 33,1 | 48,8% | 38,3% | 77,8% | 4,5 | 1,9 | 1,1 | 0,4 | 16,4 |
| 2009/10 | Phoenix      | 79  | 76  | 31,5 | 47,4% | 39,3% | 73,9% | 5,1 | 1,8 | 0,8 | 0,4 | 15,7 |
| 2010/11 | Phoenix      | 25  | 25  | 31,8 | 47,0% | 41,9% | 76,4% | 4,4 | 1,4 | 1,1 | 0,1 | 19,3 |
| 2010/11 | Orlando      | 55  | 55  | 34,9 | 43,3% | 38,4% | 70,1% | 4,0 | 2,0 | 1,2 | 0,2 | 13,9 |
| 2011/12 | Orlando      | 54  | 54  | 29,5 | 40,8% | 36,8% | 59,4% | 3,6 | 2,0 | 1,0 | 0,4 | 11,6 |
| 2012/13 | Philadelphia | 33  | 33  | 28,4 | 40,2% | 34,1% | 60,6% | 3,8 | 1,5 | 1,2 | 0,5 | 10,5 |
| 2014/15 | Philadelphia | 19  | 15  | 21,9 | 34,8% | 32,3% | 77,3% | 3,5 | 2,0 | 0,7 | 0,2 | 9,1  |
| Razem   |              | 857 | 842 | 34,1 | 43,8% | 37,0% | 70,7% | 5,0 | 2,7 | 1,2 | 0,4 | 17,1 |

### Play-offy
| Sezon | Drużyna      | M  | S5 | MPG  | FG%   | 3P%   | FT%   | RPG | APG | SPG | BPG | PPG  |
| ----- | ------------ | -- | -- | ---- | ----- | ----- | ----- | --- | --- | --- | --- | ---- |
| 2007  | Golden State | 11 | 11 | 38,9 | 47,6% | 35,4% | 70,4% | 6,7 | 2,0 | 1,3 | 0,5 | 19,1 |
| 2010  | Phoenix      | 16 | 16 | 33,3 | 50,2% | 47,5% | 75,9% | 5,4 | 1,1 | 1,1 | 0,3 | 19,8 |
| 2011  | Orlando      | 5  | 5  | 30,6 | 33,3% | 32,0% | 100%  | 4,0 | 1,2 | 0,6 | 0,4 | 10,0 |
| 2012  | Orlando      | 5  | 5  | 29,6 | 39,6% | 37,0% | 41,7% | 3,8 | 1,0 | 1,2 | 0,4 | 11,4 |
| Razem |              | 37 | 37 | 34,1 | 46,5% | 40,4% | 72,4% | 5,4 | 1,4 | 1,1 | 0,4 | 17,1 |

### Rekordy
| Statystyka              | Ilość | Mecz                      | Data     |
| ----------------------- | ----- | ------------------------- | -------- |
| Punkty                  | 44    | vs Miami Heat             | 10/03/06 |
| Rzuty trafione          | 18    | vs Sacramento Kings       | 16/02/02 |
| Rzuty oddane            | 32    | vs Golden State Warriors  | 05/03/08 |
| Rzuty za 3 trafione     | 8     | vs Phoenix Suns           | 29/03/07 |
| Rzuty za 3 oddane       | 14    | vs Minnesota Timberwolves | 02/04/06 |
| Rzuty osobiste trafione | 12    | vs Indiana Pacers         | 12/04/08 |
| Rzuty osobiste oddane   | 14    | vs Chicago Bulls          | 28/02/04 |
| Ofensywne zbiórki       | 6     |                           | 3 razy   |
| Defensywne zbiórki      | 12    |                           | 2 razy   |
| Zbiórki łącznie         | 14    |                           | 3 razy   |
| Asysty                  | 8     |                           | 13 razy  |
| Przechwyty              | 8     | vs New Jersey Nets        | 15/04/08 |
| Bloki                   | 3     |                           | 14 razy  |
| Minuty na parkiecie     | 51    |                           | 2 razy   |